# Snow halation
- ラブライブ! > μ's > Snow halation
- ラブライブ! > ラブライブ!のディスコグラフィ > Snow halation

「Snow halation」（スノー・ハレーション）は、μ'sの楽曲。同グループの2ndシングルとして2010年12月22日にLantisから発売された。CDには楽曲とボイスドラマが、DVDにはアニメーションミュージッククリップが収録されている。
表題曲「Snow halation」はμ'sの代表曲と見なされることもあり、μ'sのライブイベントにおいても定番曲となっている。
通称は「スノハレ」。

## 背景
『ラブライブ!』は、学校で活動するアイドルグループ（スクールアイドル）を題材とした、サンライズ・ランティス・『電撃G's magazine』（アスキー・メディアワークス）の合同によるメディアミックス作品である。2010年6月30日発売の『電撃G's magazine』（以下『G's』）2010年8月号より企画が始動し、8月にはデビューシングル「僕らのLIVE 君とのLIFE」をリリースした。
「僕らのLIVE 君とのLIFE」リリースに先立ち『G's』2010年9月号（7月30日発売）において、2010年12月に2ndシングルをリリースすること、2ndシングルのセンターを決定する「センターポジション決定戦」を行うことが告知された。9月10日には、投票の結果高坂穂乃果がセンターポジションとなることが決定した。また、9月30日には『G's』2010年11月号の誌上で、それまで非公開であったメンバーのキャスティングが発表された。
また「僕らのLIVE 君とのLIFE」のリリース時点では、グループ名は決定していなかった。『G's』誌上でグループ名を募集する企画も開催され、その結果『G's』2011年1月号で「μ's」に決定した。今作以降は、「μ's」がアーティスト名義となっている。

## リリース
初回生産分は初回生産限定スペシャルジャケット仕様になっている。法人特典として、アニメイト・ゲーマーズ・コミックとらのあなで購入すると、数量限定のレプリカチケットが商品1つにつき、1枚付属した。
キャッチコピーは「あなたと過ごしたい…冬の日の思い出が、はじまる」。

## チャート成績・受容
2011年1月3日付のオリコン週間ランキングでは1,023枚を売り上げ74位にランクインした。これが2019年時点においては最高順位となっている。その後1週で圏外に去ったが、アニメ第2期9話放送後にあたる2014年6月23日付のオリコン週間ランキングで186位に復帰し、次週も185位を記録した。累積売上枚数は1,451枚を記録している。
本楽曲は後述のベストアルバムにも収録されており、これは累積売上枚数10万枚を超えている。
JOYSOUNDと連携する会員制サイト「うたスキ」の歌唱ログに基づいた2015年の「年代別カラオケランキング」において、20代のランキングで11位を記録した。
NHK BSプレミアムにて2017年2月18日に放送された生放送番組『カウントダウンLIVE アニソン ベスト100!』において、本曲が第1位に選ばれた。また2019年には、ソニー・ミュージックエンタテインメントによって発表された平成アニソン大賞において、2010年代の特別賞を受賞した。
2020年9月6日に放送された『国民13万人がガチ投票! アニメソング総選挙』では18位にランクインした。

## ライブ・パフォーマンス
「Snow halation」はライブイベントにおいて度々披露された。
μ'sのワンマンライブにおいては、2012年2月に行われた『First LoveLive!』、2013年1月に行われた『New Year LoveLive! 2013』、2013年12月に行われた『3rd Anniversary LoveLive!』、2014年2月に行われた『→NEXT LoveLive! 2014 〜ENDLESS PARADE〜』、2015年1月に行われた『Go→Go! LoveLive! 2015 〜Dream Sensation!〜』、2016年3月・4月に行われた『Final LoveLive!〜μ'sic Forever♪♪♪♪♪♪♪♪♪〜』の全てでパフォーマンスが行われている。
また、2020年1月18日・19日にさいたまスーパーアリーナで開催され、μ’sにとっては『Final LoveLive!』以来約4年ぶりのライブイベント出演となった『LoveLive! Series 9th Anniversary ラブライブ！フェス』においても、μ’sの最後の曲目として披露された。
ライブにおいては、大サビ（落ちサビ）において観客が、ペンライトの色を白色からソロパートを担当する高坂穂乃果のイメージカラーであるオレンジ、しかも輝度が高いウルトラオレンジに切り替えるのが恒例となっている。これはアニメーションPVにおいて街路樹のイルミネーションの色が変化する演出に合わせて行われるものであり、ファンの間で自然発生的に始まったものが定着したものである。μ'sが不在でも落ちサビでウルトラオレンジに切り替える演出は健在で、「アニメロサマーライブ2018」でTHE MONSTERSが本曲をカバーした時や、2023年12月10日に東京ドームで行われた「異次元フェス アイドルマスター☆♥ラブライブ！歌合戦」でアイドルマスターシリーズ出演者全員が本曲をカバーした際にもこの演出が再現された。

### テレビ番組でのパフォーマンス
2015年2月16日にNHK Eテレで放送されたテレビ番組『Rの法則』にμ'sがゲスト出演した際、番組内で同曲を披露した。2015年11月20日にNHK BSプレミアムで放送された『ラブライブ！μ's スペシャルライブ』においても、スペシャルライブの曲目のひとつとして同曲が披露された。

## テレビアニメでの使用
「Snow halation」は、2014年に制作・放送されたテレビアニメ『ラブライブ！』第2期第9話において挿入歌として使用された。劇中において同曲は、「ラブライブ！」本大会に東京代表として出場するスクールアイドルを決定する最終予選大会で披露されるという設定であった。大会当日大雪が降りしきる中でパフォーマンスを行ったμ'sは、ライバルであるA-RISEを退けて本大会への出場を果たした。
『CONTINUE』誌においてフリーライターのしょうじゆうこは、テレビアニメにおける同曲のライブシーンの描写について「ライブシーンを見るだけでもかなりの価値がある」「一瞬一瞬の（メンバーの）表情がとても魅力的で、制作陣の力の入れようがうかがえる」と評価している。

## 収録曲
収録内容におけるボーカル曲は太字、ボイスドラマパートは▲印で表記する。
- CD
  1. Snow halation [4:19]
    - 作詞：畑亜貴、作曲：山田高弘、編曲：中西亮輔
    - 情報番組『Club AT-X だぶるあ〜る』2011年1月期エンディングテーマ[35]
    - 冬らしくベルやストリングスを用いた叙情的なメロディーに、切なさを押したヴォーカルを載せた曲[36]。

  2. baby maybe 恋のボタン [4:31]
    - 作詞：畑亜貴、作曲・編曲：山口朗彦
    - テクノポップで、サビの部分の掛け合いが可愛らしい楽曲[36]。

  3. Snow halation (Off Vocal)
  4. baby maybe 恋のボタン (Off Vocal)
  5. 聖夜の女の子たち。…まだ明るいけど▲ [8:17]
    - 出演：μ's

  6. あなたとクリスマス-高坂穂乃果-▲ [1:04]
    - 出演：高坂穂乃果（声 - 新田恵海）

  7. あなたとクリスマス-絢瀬絵里-▲ [1:03]
    - 出演：絢瀬絵里（声 - 南條愛乃）

  8. あなたとクリスマス-南ことり-▲ [1:18]
    - 出演：南ことり（声 - 内田彩）

  9. あなたとクリスマス-園田海未-▲ [0:59]
    - 出演：園田海未（声 - 三森すずこ）

  10. あなたとクリスマス-星空凛-▲ [0:51]
    - 出演：星空凛（声 - 飯田里穂）

  11. あなたとクリスマス-西木野真姫-▲ [1:02]
    - 出演：西木野真姫（声 - Pile）

  12. あなたとクリスマス-東條希-▲ [0:57]
    - 出演：東條希（声 - 楠田亜衣奈）

  13. あなたとクリスマス-小泉花陽-▲ [1:20]
    - 出演：小泉花陽（声 - 久保由利香）

  14. あなたとクリスマス-矢澤にこ-▲ [0:55]
    - 出演：矢澤にこ（声 - 徳井青空）

  15. 未来へゴー・ネクスト！▲ [1:21]
    - 出演：μ's

- DVD
  1. Snow halation [6:02]
    - 発売時期の12月にあわせて、PVはクリスマスをテーマにしている。ドラマパートには恋愛要素を取り入れている[37]。

## PVスタッフ
- 企画 - サンライズ
- 原作 - 矢立肇
- 原案 - 公野櫻子
- 絵コンテ・演出・監督 - 京極尚彦
- キャラクターデザイン - 室田雄平
- デザインワークス - 稲吉智重
- 総作画監督 - イナヨシトモシゲ
- 作画監督 - 稲吉朝子、大杉尚広、イナヨシトモシゲ
- 美術監督 - 徳田俊之
- セットデザイン - 高橋武之
- 色彩設計 - 横山さよ子
- CGプロデューサー - 松浦裕暁
- 3DCGI - サンジゲン
- 撮影監督 - 葛山剛士
- 編集 - 今井大介
- 音響監督 - 明田川仁
- 音楽制作 - ランティス
- 音楽プロデューサー - 斎藤滋
- プロデューサー - 平山理志、伊藤善之、高野希義
- 振付 - yumi
- 製作 - プロジェクトラブライブ!（サンライズ、ランティス、アスキー・メディアワークス）

## 収録アルバム
| 曲名                  | アルバム                                 | 発売日        | 備考                     |
| --------------------- | ---------------------------------------- | ------------- | ------------------------ |
| Snow halation         | 『μ's Best Album Best Live! collection』 | 2013年1月9日  | ベストアルバム           |
| baby maybe 恋のボタン | 『μ's Best Album Best Live! collection』 | 2013年1月9日  | ベストアルバム           |
| Snow halation         | 『Heart of Magic Garden2』               | 2014年8月27日 | アコースティックアレンジ |

## 他アーティストによるカバー
- 大先生室屋ストリングス[メンバー 1] - 編曲：室屋光一郎。2014年7月2日発売のアルバム『Anison Strings〜弦楽四重奏で聞くランティスの歴史』に収録。インストゥルメンタル。
- Lantis Artists 2014[メンバー 2] - 編曲：Arte Refact。2014年8月27日発売のシングル曲『ランティス組曲 2014』の1パートとしてカバー。
- 佐咲紗花 - 編曲：柘植敏道。2015年3月25日発売のアルバム『SAYAKAVER.』に収録。
- 遠藤正明 - 編曲：中西亮輔（原曲と同じ）。2015年10月7日発売のアルバム『ENSON3 〜COVER SONGS COLLECTION Vol.3〜』に収録。
- 流田Project - 編曲：流田Project。2016年8月24日発売のアルバム『流's the COVER』に収録[38]。
- 4TUNE Girls Orchestra[注 4] - 編曲：不明（クレジットなし）。2016年12月28日発売のシングル『みゅ♪』に収録。オフボーカルの弦楽アレンジ曲。
- M.O.E.（羽多野渉・寺島拓篤） - 編曲：不明（クレジットなし）。2017年5月31日発売のカバーアルバム『キミと一緒ならメロディも勇気になるCD』に収録[39]。
- JAM Project - 2018年8月26日に行われた『Animelo Summer Live 2018 “OK!”』にて、JAM Projectが「THE MONSTERS」としてサプライズカバー演奏[40]。
- 林鼓子 - カラオケ『LIVE DAM STADIUM・LIVE DAM Ai あにそんボーカル』にて2018年12月26日より配信[41]。林は後にシリーズ作品であるラブライブ!虹ヶ咲学園スクールアイドル同好会の優木せつ菜役（2代目）となる。
- ChouCho - 編曲：村山☆潤。2019年11月27日発売のアコースティックアルバム『naked garden』に収録[42]。
- ビリーバンバン菅原進 - 2020年5月17日に自身のniconicoアカウントにて投稿。[43]。
- 東山奈央・佐倉綾音 - 2020年12月6日に東山の『10th アニバーサリーライブ「Special Thanks!フェスティバル」』にて歌唱[44]。東山は高坂穂乃果の妹の高坂雪穂役、佐倉は絢瀬絵里の妹の絢瀬亜里沙役で本作に出演している。
- 鳳ここな（石見舞菜香）、静香（長谷川育美）、カトリナ・グリーベル（天城サリー）、新妻八恵（長縄まりあ）、流石知冴（佐々木李子） - ゲーム『ワールドダイスター 夢のステラリウム』に収録[45]。
- アイドルマスター ミリオンライブ![メンバー 3]、アイドルマスター シンデレラガールズ[メンバー 4]、アイドルマスター シャイニーカラーズ[メンバー 5] - 2023年12月10日に『異次元フェス アイドルマスター★♥ラブライブ!歌合戦』にて歌唱。出演者のうち、原紗友里はミカ役で本作に出演している[注 5]。
- 蓮ノ空女学院スクールアイドルクラブ[メンバー 6] - 2024年5月21日に『蓮ノ空女学院スクールアイドルクラブ公式チャンネル』にて公開された[46]。
- 新田恵海 - カバーソングプロジェクト「CrosSing」にてセルフカバー[47][48]。2025年2月5日に「Snow halation from CrosSing」として配信リリース。
- 宮田俊哉（Kis-My-Ft2）- カバーソングプロジェクト「CrosSing」にてカバー[49]。

### ユニットメンバー
1. ↑  大先生室屋(1st Violin)、伊藤彩(2nd Violin)、坂口弦太郎(Viola)、堀沢真己(Cello)
2. ↑  AiRI、大橋彩香、KISHOW（GRANRODEO）、きみコ（nano.RIPE）、栗林みな実、佐咲紗花、ZAQ、JAM Project（影山ヒロノブ、遠藤正明、きただにひろし、奥井雅美、福山芳樹）、田所あずさ、茅原実里、ChouCho、TRUE、towana（fhána）、橋本みゆき、bamboo（milktub）、ヒャダイン、飛蘭、勇-YOU-（SCREEN mode）
3. ↑  愛美、伊藤美来、木戸衣吹、香里有佐、駒形友梨、末柄里恵、南早紀、山口立花子
4. ↑  大橋彩香、福原綾香、原紗友里、黒沢ともよ、佐藤亜美菜、集貝はな、小市眞琴、久野美咲、春瀬なつみ、今井麻夏、中澤ミナ、花谷麻妃、小森結梨
5. ↑  関根瞳、近藤玲奈、峯田茉優、河野ひより、白石晴香、永井真里子、丸岡和佳奈、涼本あきほ、田中有紀、幸村恵理、北原沙弥香、川口莉奈、三川華月、小澤麗那
6. ↑  日野下花帆（楡井希実）、村野さやか（野中ここな）、乙宗梢（花宮初奈）、夕霧綴理（佐々木琴子）、大沢瑠璃乃（菅叶和）、藤島慈（月音こな）、百生吟子（櫻井陽菜）、徒町小鈴（葉山風花）、安養寺姫芽（来栖りん）